# 甘德国际机场
甘德国际机场（英語：Gander International Airport）是位于加拿大纽芬兰和拉布拉多的一处国际机场。由甘德国际机场管理局运营，同时也建有加拿大皇家空军管辖的甘德基地。位于跨大西洋航线的中心位置，也称为“世界十字路口”。2001年九一一襲擊事件期間，本機場響應美加兩國間的黃絲帶行動而成為多架大西洋赴美航班的迫降地點。

## 起降航班
| 航空公司 | 目的地                             |
| -------- | ---------------------------------- |
| EVAS     | 福古                               |
| 省際航空 | 丘吉爾瀑布、鵝灣, 圣约翰斯, 瓦布什 |